# Vigila
Vigila fue un religioso benedictino najerense del siglo X, escritor, iluminador y copista.  En el Monasterio de San Martín de Albelda, situado en el término municipal de Albelda de Iregua, en La Rioja (España), escribió una crónica histórica llamada Crónica Albeldense o Códice Vigiliano, que es una fuente de gran importancia para el conocimiento de la España visigoda y los inicios de la Reconquista.  En la realización de esta obra que inició en el año 974 y finalizó en el 976 contó con la colaboración de los monjes García y Sarracino. Vigila fue discípulo de Gomesano, copista de la obra De virginitate perpetua Mariae Virginis, un códice sobre la Perpetua Virginidad de María escrito por Ildefonso de Toledo que se conserva en la Biblioteca Nacional de París. Entre 976 y 992, se elaboró una copia del Códice Vigiliano que se conoce como Códice Emilianense por estar los copistas relacionados con el monasterio de San Millán de la Cogolla.

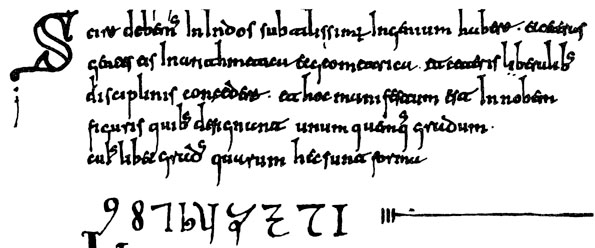
Fragmento de la Crónica Albeldense: Scire debemus in Indos subtilissimum ingenium habere. Et ceteras gentes eis in arithmetica et geometrica. Et ceteris liberalibus disciplinis concedere. Et hoc manifestum est in nobem figuris quibus designant unumquemque gradum. Cuiuslibet gradus quarum hec sunt forma. 987654321